# 58同城
58同城（：WUBA），简称58，是一家位于中国北京市的生活服务及分类信息网站，以在地服務為主，舉凡租房、招聘、交友、水電、二手交易等等，由北京五八信息技术有限公司拥有，创始人是姚劲波，成立于2005年12月12日。该网站是中国较大的生活信息网站，该网站的口号是“一个神奇的网站”。

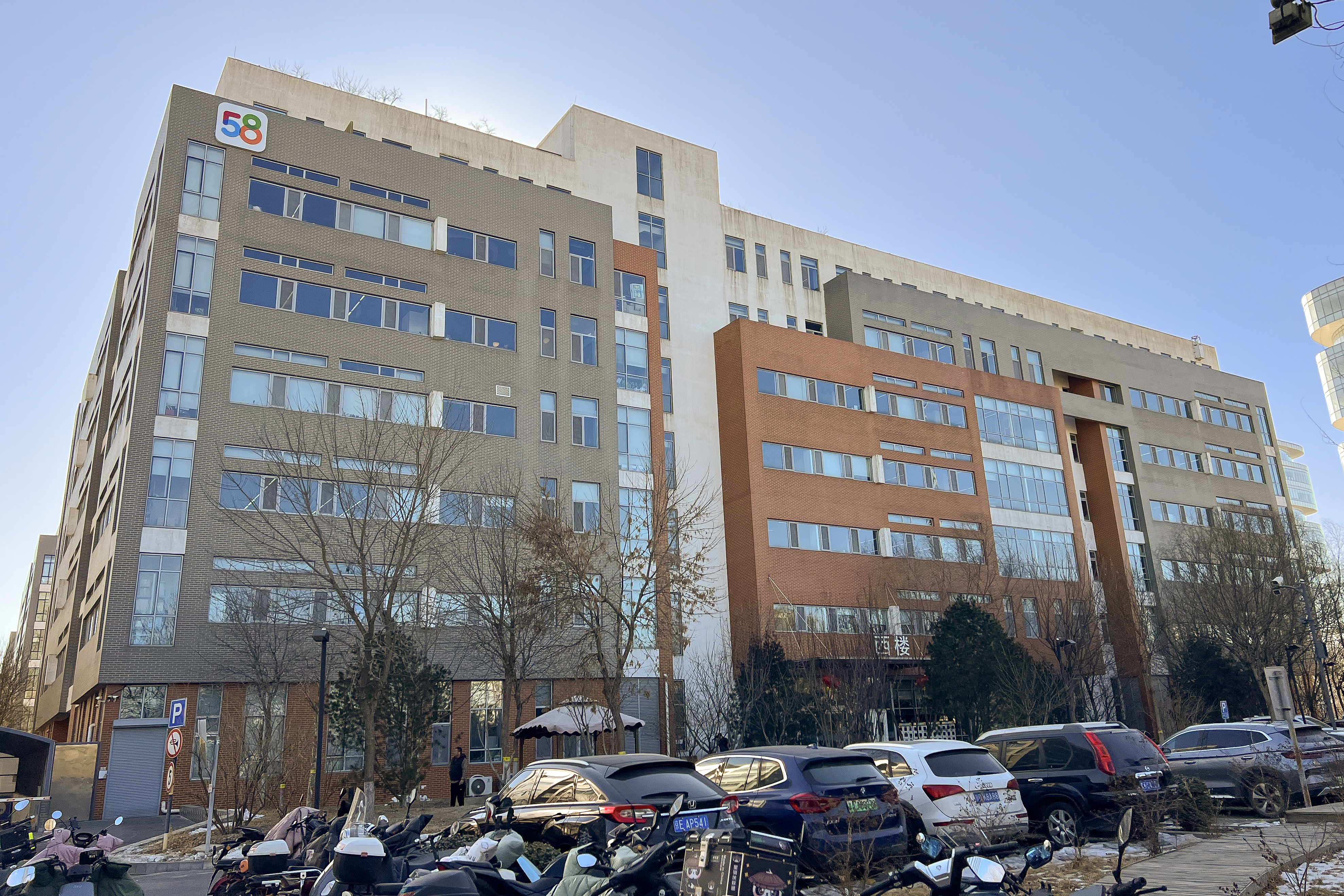
公司总部

## 历史[3]
2005年12月12日姚劲波创立了58同城。2008年开通其手机版本，在中文WAP网站100强排行榜中跻身前25强。2009年9月跻身排行榜前十位。2013年5月，58同城与支付宝正式签署战略合作协议，完善消费者保障服务；并与中国残疾人服务网签署战略合作协议，推出残疾人公益招聘专区；8月，租房频道入驻百度轻应用。
2013年10月31日在美国纽约证券交易所挂牌上市，股票代号为WUBA，为中国首家生活服务领域的上市企业，也是继兰亭集势后2013年第二家赴美上市的中国科技公司。公司当日上市股价至收盘时涨幅42%至24.12美元，盘中最高涨幅超过50%。
2020年6月15日，58同城宣布与Quantum Bloom Group Ltd.签订合并协议。一旦交易完成，58同城将从纽约证券交易所退市。

## 收购
2014年6月27日騰訊斥資7.36億美元（約57.4億港元）入股58同城，交易完成後騰訊將擁有58同城共19.9%權益，以及投票權益15.2%。2015年4月17日騰訊(00700)將以52美元(每ADS)認購價值4億美元的58同城新發股票。截止目前，騰訊佔股比例為25.1%（佔股比例為全部發行股票總數完全稀釋後的數量）。
2015年4月17日趕集網與58同城以5:5換股的形式進行（去除58同城的對外投資部分）共同成立58趕集有限公司。根據雙方股東達成的最終協議，現階段，58同城將以現金加股票的方式獲得趕集網43.2%的股份，具體代價為3400萬份普通股(合1700萬份ADS)和4.122億美元現金。"
2015年5月8日58同城宣布完成對中華英才網的併購，此次交易未披露交易金額。2017年4月18日騰訊斥資2億美元現金及其他業務資源入股58同城旗下二手交易平臺轉轉。2017年8月28日58同城子公司58到家宣佈旗下58速運將與GoGoVan在中國的品牌快狗速運合併，58到家會佔新公司大部分股權，英文名沿用GoGoVan，中文名則使用58速運。2018年8月17日，58到家旗下短途货运平台“58速运”品牌升级为“快狗打车”。

## 荣誉
2012年获2011年度《法制晚报》读者评选“最受欢迎网站”和“最受信赖网站”称号。

## 58趕集有限公司主要股东
1. 腾讯（23.15%）
2. 姚劲波（10.87%）
3. T. Rowe Price Associates, Inc.（英语：T. Rowe Price）（7.21%）
4. FMRLLC（6.74%）

## 主要資產
1. 58同城
2. 58到家
3. 58帮帮
4. 中華英才網
5. 招才猫招聘网
6. 趕集網
7. 途家網
8. 轉轉
9. GoGoVan（58速運）
10. 安居客
11. 駕校一點通
12. 瓜子二手车直卖网
13. 莱富特佰
14. 土巴兔
15. 湖南五八金融服务有限公司
16. 萬物雲空間科技服務股份有限公司

## 获得投資
1. 蔡文胜
2. 软银赛富（投资500万美元，后追加4000万美元）
3. DCM、软银赛富（投资1500万美元）
4. 华平投资（投资6000万美元）
5. Recruit
6. 华平集团、姚劲波（投资5500万美元）
7. 騰訊（19.9%股权）[6]

## 服务
58同城提供房屋租售、招聘求职、二手物品、二手车、二手房、商家黄页、宠物、票务、旅游交友、餐饮娱乐等多种生活服务，还设有团购服务。截至2014年，58同城的网站内容已经覆盖全国380个城市左右。

## 代言
2011起，58同城的代言人为杨幂。此后，陈伟霆为其代言人。

## 争议事件
2011年5月17日，中央电视台曝光，58同城旗下品牌58团购承诺为正品的卡西欧手表和美即面膜，实为假货。
2014年6月28日，中央电视台曝光，58同城涉嫌假房源泛滥，一些在网上可查房源实为是虚假信息，已被租用。
2018年8月17日，58到家旗下短途货运平台品牌58速运升级为快狗打车，被旗下司机认为有侮辱意味。
2023年8月，58集团被媒体曝光贩卖毕业生简历牟利，近20家企业向其合作采购简历。此外，58集团打包售卖的简历均来自新华英才招聘平台，由中华英才网运营。新华英才回应称：“关于媒体报道的事件，新华英才高度重视并已第一时间成立专项调查小组，针对媒体监督情况会进行彻查。”